# ロブ・アイクス
ロブ・アイクス（Rob Ickes、1967年 - ）はアメリカのドブロ奏者。
1967年に北カリフォルニアで生まれ、1992年にナッシュビルに移り住み、1994年にはプログレッシブ・ブルーグラスバンド、"ブルー・ハイウェイ"の創設メンバーとなる。ブルー・ハイウェイでの活動に加えて、スリー・リング・サークルや自身のジャズ・トリオで演奏を行う。

## 略歴
2011年、アイクスはIBMAにおいて、13度目のドブロプレイヤー・オブ・ザ・イヤーに輝く。IBMAは「IBMA史上、最も受賞した奏者」として彼を認定している。2010年には、United States ArtistsによってUSAピーター・フェローを受賞している。 
United States Artistsは、毎年、8つの厳しい基準によって、50人の最も素晴らしいアーティストを選抜している組織である。
2009年、アイクスは5枚目のソロアルバムとなる"Road Sung"をリリース。このアルバムは、ピアニストのマイケル・アルベイと歌手のロビネラと共にレコーディングしたジャズ・プロジェクトである。 彼はそれ以前にRounder Recordsから"Big Theme"(2004), "What It Is"(2002), "Slide City"(1999), "Hard Times"(1997)の4枚のソロアルバムをリリースしている。アイクスはアンディ・レフトウィッチ、デイブ・ポメローとともに、"ジャムグラス・アコースティック・パワー・トリオ"のスリー・リング・サークルでも演奏やレコーディングをしている。 スリー・リング・サークルは2006年にセルフタイトルのアルバムをリリースしたほか、2010年には"Brothership"をリリース。 また、2008年にはMel Bayから、スタジオ演奏のDVD"Contemporary Dobro Artistry"をリリース。このDVDではマンドリン弾きのアンディ・レフトウィッチとのデュオのほか、ソロ演奏、ジャズピアニストのマイケル・アルベイとのデュオ演奏などが収録されている。
アイクスは、ジェリー・ダグラス、タット・テイラープロデュースの"グレート・ドブロ・セッション"に参加した中での最年少プレイヤーである。同アルバムは、1994年のグラミー賞でベスト・ブルーグラス・アルバムを受賞。また、アイクスはアリソン・クラウス＆コックスファミリーのアルバム"I Know Who Holds Tomorrow"で1994年のグラミー賞で、ベスト・サザン・ゴスペルを受賞している。
アイクスは、様々なジャンルのミュージシャンとコラボレーションしている。例えば、メール・ハガード、アール・スクラッグス、トニー・ライス、チャーリー・ヘイデン、デビッド・グリスマン、アリソン・クラウス、ウィリー・ネルソン、デイヴィッド・リー・ロス、ドリー・パートン、パティー・ラブレス、ピーター・ローワン、ニアル・トナー、クレア・リンチ、マリー・チャピン・カーペンターやサザン・ゴスペルグループのThe Dunawaysなどである。メール・ハガードの2007年のアルバム"The Bluegrass Sessions"にも参加。そのほかの有名なコラボレーションとしては、2009年にグラミー賞のベスト・ブルーグラス・アルバムに輝いた"Earl Scruggs with Family & Friends, The Ultimate Collection: Live at the Ryman"(2008, Rounder)や、138週にわたりビルボードのブルーグラス・チャートに居座り続けた"Earl Scruggs, Doc Watson, Ricky Skaggs, The Three Pickers" (2003, Rounder DVD & CD)などである。また、アイクスは2011年にMark Twain: Words & Musicで演奏。このCDはMark Twain Boyhood Home & Museumの協力とカール・ジャクソンのプロデュースによって実現。このCDでは、クリント・イーストウッド、ジミー・バフェット、ギャリソン・ケイラー、ブラッド・ペイズリー、シェリル・クロウ、ヴィンス・ギル、エミルー・ハリスらが参加。
ドブロのワークショップや指導における活動として、アイクスは、2007年よりナッシュビルで開かれている教育イベント
"ResoSummit"の創設者であり、プロデューサーである。このイベントは、3日間開かれ、様々なクラスが開かれ、100人以上が参加する。また、アイクスはNashCamp, Sore Fingers Week (UK), Rockygrass Academy (CO), Winthergrass Academy (WA), Jorma Kaukonen's Fur Peace Ranch Guitar Camp (OH)といったキャンプで、ワークショップのインストラクターを務めている。